# Buko (Schwert)
Das Buko,  auch Buku oder Parang Buko genannt, ist ein Schwert aus Borneo.

## Beschreibung
Das Buko hat eine gebogene, einschneidige Klinge. Die Klinge wird vom Heft zum Ort  breiter und ist nach etwa einem Fünftel stark abgebogen. Die Klinge wird nach dem Heft erst schmaler, nach der Biegung aber wieder breiter. Der Ort ist abgerundet. Das Heft besteht aus Holz oder Horn und ist am Knauf mit dekorativer Schnitzarbeit verziert. Am Übergangsbereich vom Heft zur Klinge ist eine metallene Zwinge angebracht, die zur besseren Befestigung von Klinge und Heft dient. Das Buko hat große Ähnlichkeit mit dem Parang-Latok und dem Parang-Pandit. Es wird von Ethnien aus Borneo benutzt.